# Erich Madsack

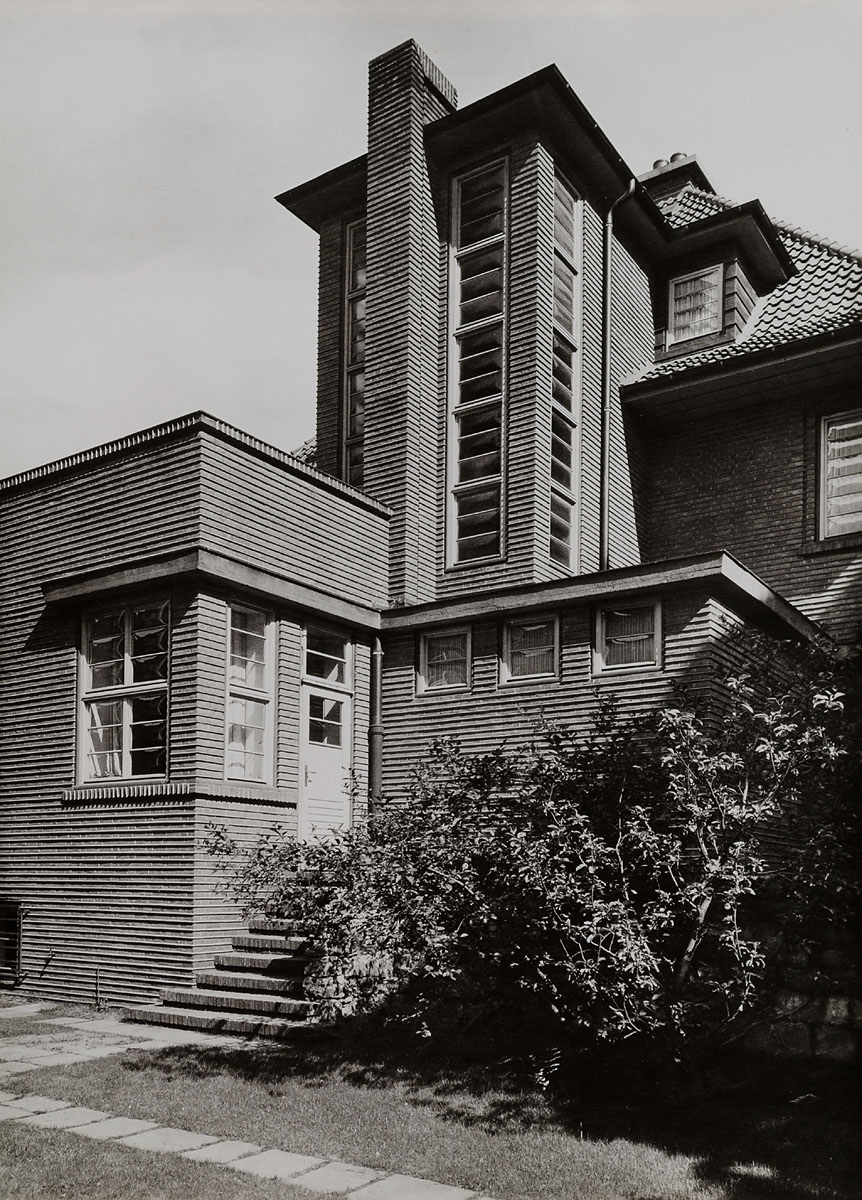
Blick auf die von Fritz Höger für Erich Madsack im Stil des Backsteinexpressionismus errichtete Villa unter der Adresse Walderseestraße 3, heute durch den Kindergarten der Ev.-luth. Markuskirchengemeinde genutzt;
Foto von Carl Dransfeld, circa 1930er Jahre; Museum für Kunst und Gewerbe Hamburg

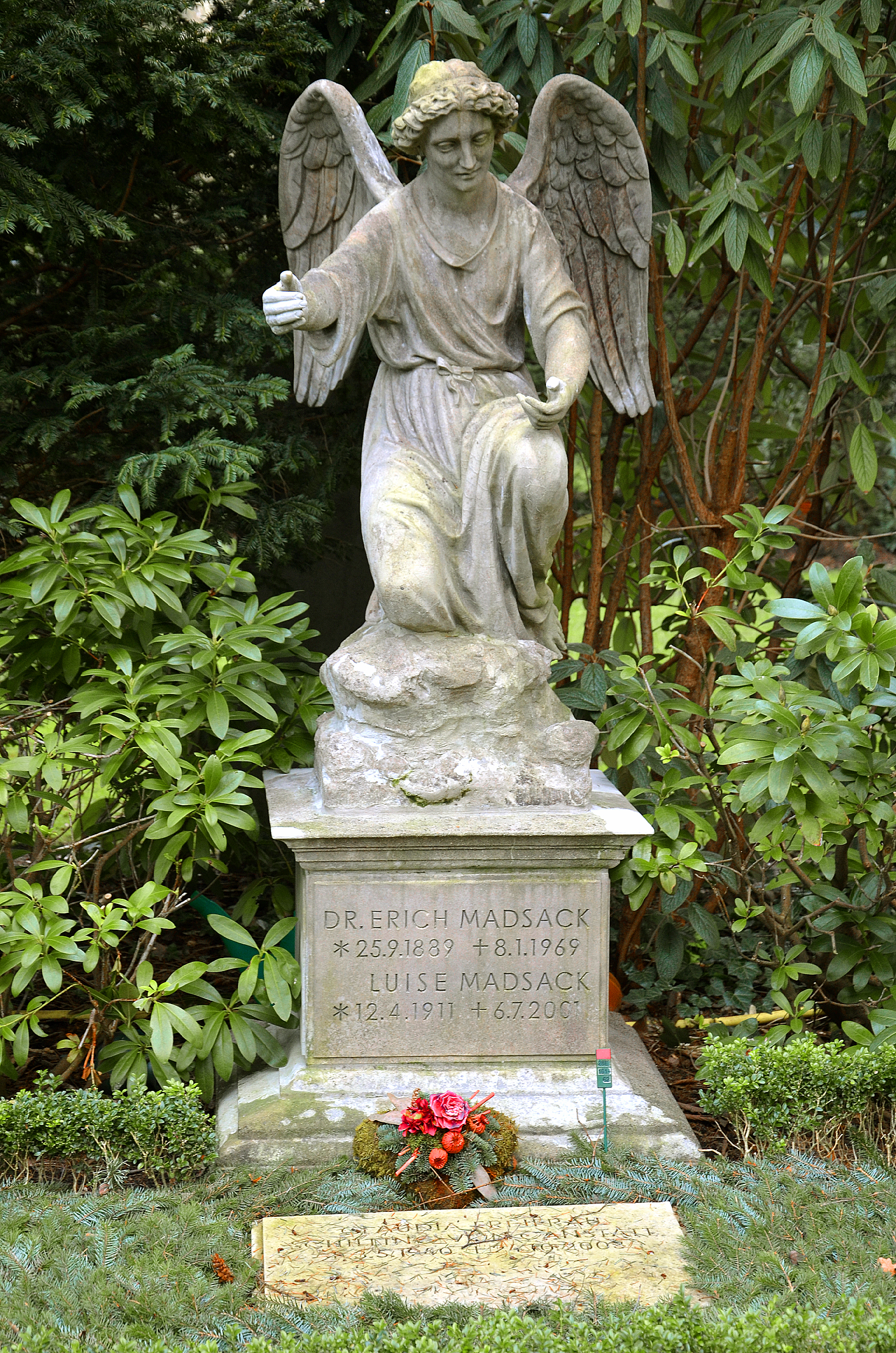
Familiengrab Erich Madsack, Luise Madsack und Claudia Freifrau Schilling von Canstadt auf dem Stadtfriedhof Engesohde

Erich Madsack (* 25. September 1889 in Riga, Russisches Kaiserreich; † 8. Januar 1969 in Hannover) war ein deutscher Schriftsteller, Journalist und Verleger, Chefredakteur und Historiker.

## Leben
Erich Madsack wurde zur Zeit des Deutschen Kaiserreichs geboren als Sohn des Verlegers August Madsack, der unter anderem 1893 die Zeitung Hannoverscher Anzeiger gründete. Erichs älterer Bruder war Paul Madsack.
Nach seinem Abitur im Jahr 1913 arbeitete Erich Madsack zunächst als Volontär beim Stuttgarter Neuen Tagblatt. Anschließend studierte er Germanistik, Geschichte, Philosophie und Kunstgeschichte an der Universität München, in Berlin sowie an der Universität Leipzig. Während er im letzten Jahr des Ersten Weltkrieges bereits 1918 als Feuilleton-Redakteur seine Tätigkeiten beim Hannoverschen Anzeiger begann, legte er jedoch erst zu Beginn der Weimarer Republik 1919 seine Dissertation an der Philosophischen Fakultät der Universität Leipzig ab zum Thema Der Antimachiavell [...].
Im Jahr 1920 stieg Eric Madsack zum Feuilletonchef auf und erhielt 1921 Prokura.
Im Jahr der Machtergreifung durch die Nationalsozialisten führte Erich Madsack nach dem Tod seines Vaters im Jahr 1933 den Verlag weiter, bis dieser im Februar 1943 in Folge des Zweiten Weltkrieges mit der „Niedersächsischen Tageszeitung“ zwangsfusioniert wurde. Madsack trat zum 1. Mai 1937 der NSDAP bei (Mitgliedsnummer 4.138.811) und war zeitweise förderndes Mitglied der SS. Durch die Luftangriffe auf Hannover wurde das Verlagsgebäude beschädigt, doch nach 1945 konnte Madsack mit Genehmigung der Britischen Militärbehörden mit dem Wiederaufbau des zerstörten Verlagsgebäudes beginnen.
1949 gründete Erich Madsack die Verlagsgesellschaft Madsack als GmbH & Co. KG neu und nahm den Betrieb in denselben Gebäuden in Hannover wieder auf. Nachfolger des Hannoverschen Anzeigers wurde nun die Hannoversche Allgemeine Zeitung (HAZ), die er am 25. August 1949 als erste Ausgabe herausbrachte. Damit legte er den Grundstein für die Madsack Mediengruppe, heutzutage der größte Medienkonzern Niedersachsens.
Zusätzlich verlegte Erich Madsack die Peiner Allgemeine Zeitung sowie das Wochenblatt Land und Garten und integrierte die beiden Schriften in die Verlagsgesellschaft.
Im Jahr 1969 übernahm seine Frau Luise Madsack (1911–2001), geborene Wirts, die Geschäftsführung des Verlags sowie die Herausgeberschaft der HAZ.

## Schriften (Auswahl)

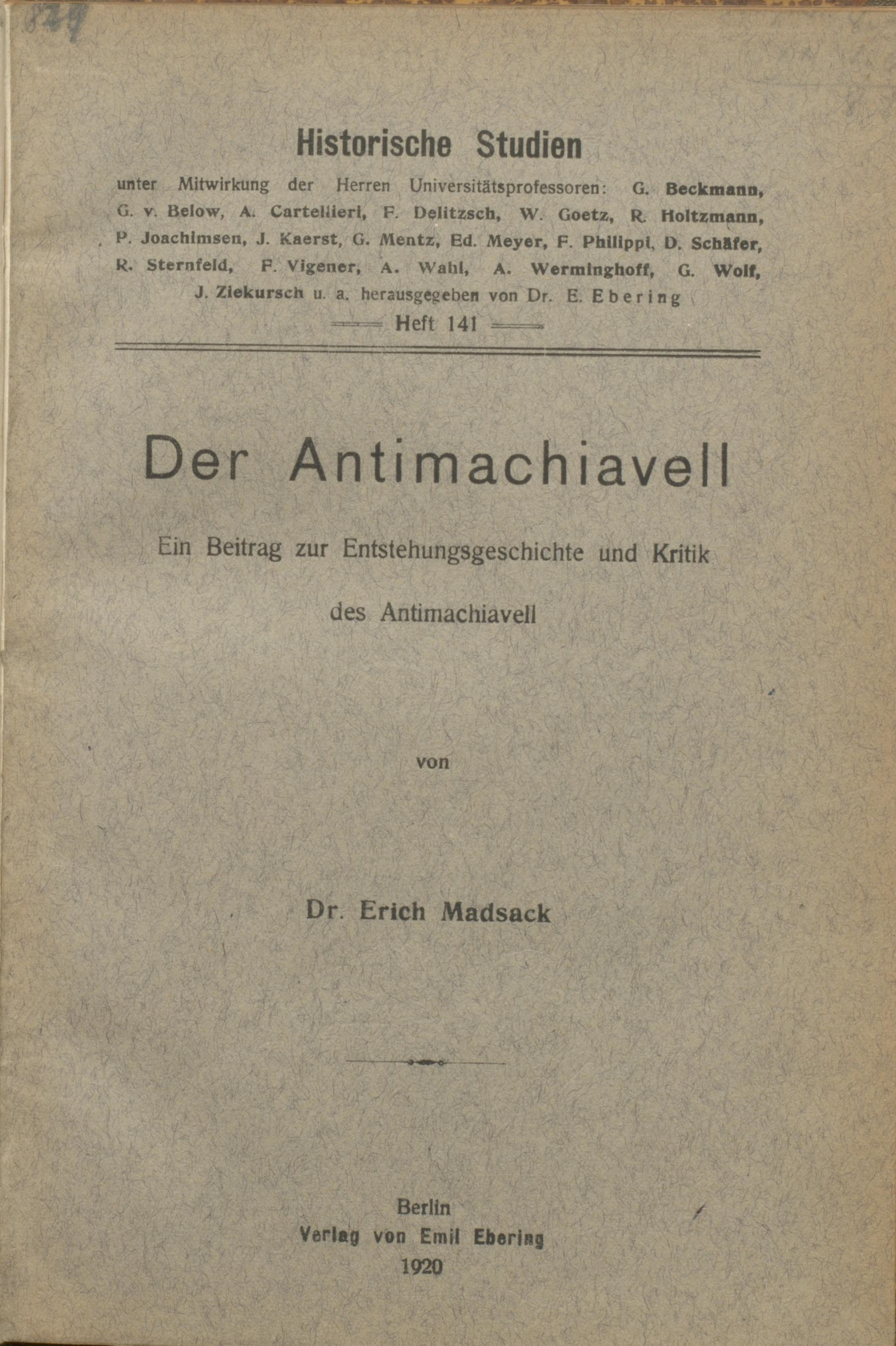
Dissertation, 1920

- Der Antimachiavell. Ein Beitrag zur Entstehungsgeschichte und Kritik des Antimachiavell (= Historische Studien, Heft 141), Dissertation an der Philosophischen Fakultät der Universität Leipzig, 1919
  - Nachdruck der Erstausgabe: Vaduz: Kraus, 1965
- Münzen aus einer norddeutschen Privatsammlung. Eine kleine Auswahl numismatischer Schönheiten von etwa 500 v. Chr. bis ins 19. Jahrhundert, 30 Blatt mit Abbildungen, Hannover: Madsack, 1963